# Бережанський повіт (Австро-Угорщина)
Бережа́нський пові́т (нім. Bezirk Brzeżany, нім. Bezirk Brzeżan) — адміністративна одиниця коронного краю Королівства Галичини та Володимирії у складі Австро-Угорщини (до 1867 року назва держави — Австрійська імперія). Повіт існував з 1854 і продовжив існування і після розпаду Австро-Угорщини (у практично незмінному складі — з 1867 р. до 1944 р.).

## 1854–1867
1854 року була проведена адміністративна реформа, згідно з якою у складі Королівства Галичини та Володомирії були утворені повіти.
Статистика:
Площа — 10,28 географічних миль² (~566 км²)
Населення — 33642 (1866 р.)
Кількість будинків — 5479 (1866 р.)
Староста (Bezirk Vorsteher): Фелікс Пашт (Felix Past) (1866 р.)
Громади (ґміни): місто Бережани з 4-ма передмістями, Баранівка, Гиновичі, Біще, Бишки, Демня, Гутисько, Підвисоке, Двірець, Дрищів, Куропатники з Будилівкою, Куряни, Лапшин, Лісники, Літятин, Котів, Мечищів, Надорожнів, Нараїв (містечко), Вільховець, Пліхів з Волицею, Поручин, Посухів, Потік (Козівський район), Потутори з Жовнівкою, Рай, Рогачин (місто), Рогачин, Рибники з Новогреблею, Сараньчуки і Базниківка, Шибалин, Тростянець, Урмань, Вербів, Вілька, Жуків, Шумляни.

## 1867–1918
1867 року були скасовані округи, а повіти реорганізовані: частина зникла, а частина збільшилася за рахунок інших. Бережанський повіт залишився і після реформи.
До його складу увійшла територія Бережанського та Козівського (за винятком 5 гмін, які відійшли до Підгаєцького повіту) повітів.
Староста: Ґеорґ Дьорс (Georg Dörß) (1867 р.) 